# Linda Nagata
Pour les articles homonymes, voir Nagata.
Œuvres principales
- The Bohr Maker
- Goddesses

Linda Nagata, née le 7 novembre 1960 à San Diego en Californie, est une écrivaine américain de science-fiction.
Elle est surtout connue pour ses romans de la série  Nanotech Succession qui appartiennent au genre Nanopunk (en). Son romanThe Bohr Maker publié en 1996 a remporté le Prix Locus du meilleur premier roman.

## Biographie
Linda Nagata est née sous le nom de  Linda Webb le 7 novembre 1960 à San Diego, en Californie. À dix ans, elle déménage avec sa famille à Hawaï sur l'île d'Oahu. Elle fait par la suite des études de zoologie à l'Université de Hawaï, obtenant un bachelor.
Elle s'est mariée avec Ron Nagata et le couple a deux enfants. Elle vit à Maui.

## Carrière littéraire
Nagata commence à écrire après avoir terminé ses études. Elle publie sa première nouvelle intitulée  « Spectral Expectations » en 1987, dans Analog. Sa nouvelle de 1993 ; Liberator » a été sélectionnée pour le prix James Tiptree Jr. Sa nouvelle « Godesses» a remporté le prix Nebula en 2000 et « Nahiku West » écrite en 2012 a été listée pour le prix Theodore Sturgeon. Un de ses premiers romans, The Bohr Maker publié en 1996 a remporté le Prix Locus du meilleur premier roman,.
Elle publie par la suite sous son propre label, Mythic Island Press, LLC, une maison d'édition qui publie des e-books et des livres de poche. Sa série de romans les plus connus est Nanotech Succession qui appartient au genre Nanopunk (en) .
Son roman The Red : First Light  se situe dans le genre de la science-fiction militaire. Vast publié en 1998 aborde le thème du transfert de la mémoire d'un corps humain à un ordinateur. Son roman Edges aborde le thème de ce qu'elle appelle la « transhumanité », la possibilité de vivre en étant par le biais des nanothechnologies connecté à un univers plus vaste, mais également de prendre de multiples formes et d'être cloné. Dans ce contexte le roman décrit une guerre sans merci qui se déroule entre des cerveaux aliens et des humains au niveau des connexions cellulaires.

## Œuvres

### SérieStories of the Puzzle Lands
1. (en) The Dread Hammer, Mythic Island Press LLC, 2012
2. (en) Hepen the Watcher, Mythic Island Press LLC, 2012

### UniversThe Nanotech Succession

#### SérieThe Nanotech Succession
1. (en) The Bohr Maker, Bantam Spectra, 1995Prix Locus du meilleur premier roman 1996
2. (en) Deception Well, Bantam Spectra, 1997
3. (en) Vast, Bantam Spectra, 1998

- (en) Tech-Heaven, Bantam Spectra, 1995Prologue à la trilogie
- (en) Skye Object 3270a, Mythic Island Press LLC, 2011

#### SérieInverted Frontier
1. (en) Edges, Mythic Island Press LLC, 2019
2. (en) Silver, Mythic Island Press LLC, 2020

### SérieThe Red Trilogy
1. (en) The Red: First Light, Mythic Island Press LLC, 2013
2. (en) The Trials, Mythic Island Press LLC, 2015
3. (en) Going Dark, Mythic Island Press LLC, 2015

### Romans indépendants
- (en) Goddesses, SciFi.com, 2000Prix Nebula du meilleur roman court 2000
- Aux marges de la vision, Bragelonne, coll. Science-fiction, no 21, 2008 ((en) Limit of Vision, Tor Books, 2001), trad. Élisabeth Vonarburg  (ISBN 978-2-35294-146-0)
- (en) Memory, Tor Books, 2003
- (en) The Last Good Man, 2017[10].
- (en) Pacific Storm, 2020

### Recueils de nouvelles
- (en) Goddesses and Other Stories, 2011
- (en) Two Stories: Nahiku West & Nightside on Callisto, 2013

### Nouvelles traduites en français
- L'Obélisque martien, 2018 ((en) The Martian Obelisk, 2017)Publiée en France dans Bifrost no 89 - Prix Locus de la meilleure nouvelle courte 2018

- (en) « Ride », sur Slate Magazine, 27 novembre 2021 (consulté le 3 octobre 2022)